# Comic in den Vereinigten Staaten
Der Comic ist einer der ersten originären US-amerikanischen Beiträge zur Kunst.

## Entstehung
Der Begriff comic entstand in New York, als 1889 in der Sonntagsausgabe der Joseph Pulitzer gehörenden New York World eine Unterhaltungsbeilage (Comic Supplement) mit Cartoons eingeführt wurde. 1895 wechselte auch Richard Felton Outcault mit seiner Serie Hogan’s Alley zu Pulitzer; die Serie hieß bald nur noch The Yellow Kid, nach der Farbe des Hemdes der Hauptperson, eines Jungen, der seine Umgebung mit rüden Scherzen terrorisiert. Schon 1894 hatte Outcault die Sprechblase für die Darstellung von Dialogen verwendet. Doch erst 1896 kombinierte er diese Integration des Textes ins Bild mit dem Erzählen einer Geschichte über mehrere Panels hinweg.
Der durchschlagende Erfolg dieser Zugabe, vor allem des Yellow Kid, der die Zeitung zur meistverkauften im Land werden ließ, war Auslöser des New Yorker Zeitungskriegs zwischen Pulitzer und William Randolph Hearsts New York Journal, der Pulitzer seinen Zeichnerstab abwarb.
1905 startete der New York Herald seinen Supplement, versuchte sich aber bewusst von den damals erfolgreichen Reihen wie The Yellow Kid oder The Katzenjammer Kids des Deutschen Rudolph Dirks abzusetzen, in denen ein eher brachialer, rüder Humor vorherrschte, der die junge Gattung bereits in die Kritik brachte. Die Antwort des Heralds bestand vor allem in der Reihe Little Nemo im Schlummerland, die einen eher verträumten Humor pflegte und vor allem auf eine phantasievolle Umsetzung der Traumgeschichten setzte. Dabei verwendete der Zeichner Winsor McCay ganz bewusst auch Elemente des zeitgenössischen Jugendstil und grenzte sich so von dem bisher eher dominierenden Zeichenstil ab, der noch sehr dem Karikaturstil verpflichtet war. Der Erfolg blieb aber weit hinter dem der Konkurrenzblätter zurück, ebenso ein Versuch in Chicago mit dem Deutschen Lyonel Feininger, dessen Reihen The Kin-der-Kids und Wee Willie Winkie’s World 1906 schnell wieder eingestellt wurden.
Pulitzer und Hearst setzten das Prinzip der Sonntagsbeilage bald auch bei anderen ihrer Zeitschriften ein und begannen zugleich, an andere Zeitungen in Städten zu liefern, in denen er nicht vertreten war. Zu diesem Zweck gründeten sie Vertriebsorganisationen, so genannte Syndikate. Auf diese Weise verbreitete sich das Comic Supplement bald übers ganze Land. 1908 legten drei Viertel der Sonntagszeitungen diese ihren Ausgaben bei, auch um die Leser an sich zu binden, denn die Zeitungen selber unterschieden sich inhaltlich und optisch kaum. Vor allem wurden die Zeitungen auf diese Weise auch für die Massen der Einwanderer interessant, die die Sprache kaum beherrschten, aber mittels der Bildergeschichten dennoch erreicht werden konnten.

## Einführung der Tagesstrips
Nachdem die Illustratoren der Sportseiten auch werktags bereits regelmäßig Bilder entwarfen, wurde 1907 in San Francisco Chronicle der tägliche Strip A. Mutt (später Mutt and Jeff) eingeführt, den Bud Fisher zeichnete und der eine starke Ähnlichkeit mit dem wenige Jahre zuvor erschienenen Strip A. Piker Clerk von Clare Briggs aufwies. 1912 füllte Hearst eine ganze Seite mit vier Comics, unter anderem The Dingbat Family von George Herriman. Darunter zeichnete Herriman in einer kleineren Leiste eine weitere Story in einer Tierwelt, an deren Ende einer Katze stets von einer Maus ein Ziegelstein an den Kopf geworfen wird. Diese Handlung wurde so populär, dass sie schließlich die Basis eines eigenständigen Comics bildete: Krazy Kat schilderte in einer bizarren Landschaft in einem sich ständig änderten Layout absurde Variationen ein und desselben Themas und lief von 1913 bis zum Tod seines Schöpfers 1944.

## Vom „Funny“ zum Familienstrip
Die Strips, bei welchen von den Syndikaten zwecks landesweiter Verbreitung Auflagen hinsichtlich Umfang und Inhalt gemacht wurden, sollten in der Zukunft zu einem Spiegel der amerikanischen Gesellschaft werden, wie sie sich als Ergebnis des melting pot herausgebildet hatte und sich den Veränderungen der Lebensgewohnheiten stets anpassen.
So wandelten sich die Strips von einer reinen Comedy-Reihe, die nur auf die Schlusspointe zielt, zur Familienserie, die die Basis für einen gemeinsamen Lebensstil aller Einwanderergruppen bildeten. Bereits in dem Strip The Gumps von Sidney Smith wurde die epische Handlung als dramaturgisches Konzept eingeführt, damit die Leser auch am nächsten Tag die Zeitung kauften. Erstmals starb eine Person, in Gasoline Alley von Frank O. King (seit 1918) fand die Hauptperson ein Findelkind und heiratete. Die Personen alterten in Realzeit und so kann das Ehepaar ein Kind bekommen, das heranwächst, selber heiratet und 1942 in den Krieg zieht.
Den Höhepunkt fand diese Entwicklung mit Blondie, die Chic Young 1930 begann und die immer noch läuft. 1933 heiratet sie ihren Verlobten Dagwood Bumford, den Industriellensohn, allerdings war dieser zuvor enterbt worden und so lebten Blondie und Dagwood in denselben Lebensverhältnissen wie ihre Leser.

## Der Abenteuerstrip
Bis zum Ende des Zweiten Weltkriegs konnten nur noch wenige langlebige und erfolgreiche Funny eingeführt werden: Li’l Abner von Al Capp um das fiktive Dorf Dogpatch in Kentucky etwa oder Popeye von E. C. Segar, der zunächst in dessen Serie The Thimble Theatre eine Nebenrolle war, dann aber schnell zum Helden der Reihe avancierte, da der Starrköpfige und nicht sehr Schlaue keiner Schlägerei aus dem Weg ging und so den veränderten Bedürfnissen der Leser an spektakulärer, nicht zu anspruchsvoller Unterhaltung entgegenkam.
Die Depression nach dem Wirtschaftskrach 1929 ließ den Bedarf an realistischen Geschichten ansteigen. Serien wie Blondie stellten sich auf die Wirklichkeit ein, neue Serien bemühten sich um eine angemessene Erzählweise, sowohl inhaltlich wie optisch.
Ansonsten zog ein anderer Ton in den Comics ein.
Zu einem großen Erfolg war zuvor in den 1920er Jahren die Serie Little Orphan Annie geworden, in der ein Waisenkind ganz auf sich allein gestellt, das Leben bewältigen muss. Die Welt des Zeichners Harold Gray ist eine solche, in der die Armen gut und hilfsbereit, die Reichen dagegen egoistisch und böse sind, man aber mit harter Arbeit und Ehrlichkeit alle Probleme bewältigen kann. Der Comic löste sich von dem Dogma eines amüsanten, auf die heitere Seite des Lebens beschränkten Mediums, die Bilder vermittelten eine bedrohliche Atmosphäre, der das Mädchen ausgesetzt war.
Die Serie Wash Tubs von Roy Crane beginnt als Komödie um einen verliebten Brillenträger, wandelt sich dann aber in eine Abenteuerserie mit Piraten und Gangstern und führte mit dem Erwachsenen Captain Easy den Vorläufer vieler noch folgenden Serien ein, die das Bedürfnis der Leser nach Figuren befriedigten, die so chaotische Welt für sie zu ordnen und die Bösen zu besiegen.
Ende der 1920er Jahre inspirierte Charles Lindbergh mit der ersten geglückten Alleinüberquerung des Atlantiks gleich eine ganze Reihe von Serien, in deren Zentrum Piloten standen.
Daneben zeigt der beinahe gleichzeitige Start so unterschiedlicher Reihen wie der Urwald-Serie Tarzan, den Hal Foster 1929 entwarf, der Science-Fiction-Serie Buck Rogers und der Detektiv-Reihe um Dick Tracy (von Chester Gould) wie sehr die Comicstrips zu dieser Zeit von Pulp-Literatur und Kino beeinflusst wurden und sich gleichzeitig um unterschiedliche Leser-Schichten bemühten.
Selbst die Erlebnisse der kleinen Maus Mickey Mouse, die ab 1930 Floyd Gottfredson für Walt Disney zeichnete, führten den Titelhelden in ferne Gegenden und brenzlige Situationen. Der Ton war düsterer und die Abenteuer wilder als alles, was die vielleicht bekannteste Comicfigur der Welt später erlebte.
Für die Agentenserie Secret Agent X – 9 schrieb erstmals ein populärer Schriftsteller die Texte, Dashiell Hammett, ihm folgte Mickey Spillane. Die Bilder für Secret Agent X – 9 gestaltete Alex Raymond, dessen gleichzeitig lancierte Reihe Flash Gordon, das Medium mit seiner Darstellung fremder, faszinierender Planeten, unterdrückter Erotik, sowie der Verwendung glänzender Farben, ungewohnter Perspektiven und Auflösung des gängigen Layouts modernisierte.
In Terry and the Pirates, in der wie in Wash Tubs ein Junge neben einem Abenteurer im Orient unterwegs ist, verwendete der Zeichner Milton Caniff erstmals Pinsel statt Feder und konnte so eine besonders authentische Wirkung seiner Bilder schaffen und durch einen bis dahin nicht gekannten Naturalismus dramatische und atmosphärische Effekte erzielen. Foster übergab 1936 die Reihe um den „Herrn des Dschungels“ an Burne Hogarth und begann mit Prinz Eisenherz eine Serie, die immer noch läuft.
Der Abenteuerstrip hatte seinen Höhepunkt erreicht, 1938 sollte mit der Einführung von Superman das bis heute bestimmende Comic-Genre geboren werden.

## Das Goldene Zeitalter der Comics
Als Superman 1938 als einziger Überlebender der Explosion seines Heimatplaneten Krypton auf der Erde landete, hatte es zuvor nur kaum kostümierte Helden gegeben, etwa den maskierten Shadow – einer Pulp-Reihe entliehen – und The Phantom. Superman führte die Heft-Reihe Action Comics zum Erfolg und half dabei, dass sich das „Comic Book“ neben den Tageszeitung als Medium für Comics durchsetzen konnte und diese bald kaum noch Zeitungsstrips abdruckten. Gleichzeitig führte der Erfolg der Reihe dazu, dass der Verlag „Detectiv Comics“ (DC), der die Rechte der Serie für 130 Dollar von den Erfindern Jerry Siegel und Joe Shuster gekauft hatte, weitere Zeichner und Autoren engagierte und damit die Autorenschaft der Geschichten zunehmend an Bedeutung verlor.
Weitere Figuren bei DC waren Batman von Bill Finger und Bob Kane, Wonder Woman, The Flash, Green Lantern, Hawkman und The Atom.
1939 gründete sich der zweite bedeutende Verlag für Superhelden-Comics, Marvel Comics. Der ein Jahr danach auftretende Captain Marvel, der zeitweilig der populärste Held sein sollte, wurde ironischerweise nicht hier publiziert. Die größten Erfolge verbuchte Marvel zunächst mit dem innovativ gezeichneten Captain America, der ersten Serie von Joe Simon und Jack Kirby.
Insbesondere der Eintritt der USA in den Zweiten Weltkrieg führte zu einem Bedarf an moralisch einwandfreien Helden, die sich für die gerechte Sache aufzuopfern bereit waren. Neben einer Reihe von patriotisch gesinnten Superhelden wurden besonders Flieger-Serien populär. In der Zeit zwischen 1940 und dem Kriegsende gab es nur wenige neue Serien, die nicht von den Zuschauererwartungen abwichen, darunter The Spirit, eine vom Film Noir inspirierte Krimiserie, mit der Will Eisner neue Layout-Formen einführte und Carl Barks humorvolle Geschichten über die Ente Donald Duck, die bei der Bewältigung des Alltagslebens stets ins Chaos stürzt.

## Comics in der Nachkriegs-Ära
Die meisten Abenteuer-Comics verloren nach dem gewonnenen Krieg einen großen Teil ihrer Leser, da ihnen der Feind abhandengekommen war und sie die innere Dynamik verloren hatten. Außerdem machte den Comics die Konkurrenz durch das Fernsehen zunehmend zu schaffen, da dieses die Action-Szenen naturgemäß realistischer und spannender produzieren konnte. Außerdem begann ein Zeitungssterben, das für den Comic insofern verhängnisvoll war, als immer noch die in Zeitungen publizierten Comicstrips die am meisten verbreitete Vertriebsform darstellte.
Zum einen führten die Bedürfnisse der Leserschaft zu einem erneuten Boom bei den Funnies, deren bekannteste Walt Kellys Pogo sowie Charles M. Schulz’ Peanuts waren, die aber weit mehr als bisher neben den Pointen einen Subtext beinhalteten, der sich nur erwachsenen Lesern erschloss.
Auch versuchten die Magazine, sich neue Themen zu öffnen und orientierte sich immer mehr an erfolgreiche Vorbilder aus Hollywood, ohne aber langfristige Formate etablieren zu können. Immer mehr zielte man nun auf Erwachsene, die durch Liebes- und Horrorgeschichten bewusst angesprochen wurden. Hierzu zählten insbesondere Reihen wie Geschichten aus der Gruft, die im Zentrum einer Kontroverse über die schädlichen Einflüsse der Comics auf Jugendliche stand, obwohl sie nicht für sie gedacht waren. Dies gipfelte in Comicverbrennungen durch Eltern und Politiker. Mitte der 1950er Jahre verpflichteten sich die Comic-Verlage deshalb in einem Comics Code, in ihren Heften zugunsten des Jugendschutzes eine Selbstbeschränkung vorzunehmen und jeden Comic vor Veröffentlichung einer Kontrollinstanz vor zu legen. Der erste wirklich erfolgreiche Titel auf dem Erwachsenen-Markt war ab 1952 das Satire-Magazin MAD, das wesentlich von Harvey Kurtzman und Al Feldstein beeinflusst wurde und das wohl einflussreichste Comic-Magazin der Nachkriegszeit wurde.

## Das Silberne Zeitalter der Comics
Erst Anfang der 1960er Jahre zogen die Verkaufszahlen der Comics wieder an. Entscheidenden Anteil hieran hatten erneut die Superhelden, deren zeitgemäße Reanimation für eine neue Generation einen neuen Boom bescherte (The Flash, Wonder Woman). Als Reaktion auf DCs Erfolg mit der Justice League of America lancierte Marvel die Fantastischen Vier und eine ganze Reihe von neuen Charakteren wie Hulk, Silver Surfer und Spider-Man, in deren Zentrum ein linkischer, stets an Geldknappheit leidender Jugendlicher stand, der sich für die Ermordung seines Onkels schuldig fühlte. Diese Maßnahme, den Helden mit Schwächen auszustatten, mit denen die Leser sich identifizieren konnten, eröffneten dem Comic neue Chancen. Hinzu kam die Auseinandersetzung mit gesellschaftlichen Problemen wie Rassismus, Armut, Drogensucht, die Dennis O’Neil und Neal Adams in Green Lantern einführten und die auch auf aktuelle Kunstströme wie die Pop-Art Bezug nahmen.
Mit der inhaltlichen und optischen Modernisierung des Genres – 1966 wurde mit Black Panther der erste schwarze Superheld eingeführt – konnte der Rückgang der Verkaufszahlen nicht aufgehalten werden. Selbst der Erfolg der Superman-Kinoreihe konnte diesen Trend nicht aufhalten. Die schnell nachgeschobenen Spider-Man-Filme erwiesen sich ebenso als Flop wie der Film über Supergirl. Kommerzieller und künstlerischer Tiefpunkt: in Superman IV schleudert der Held die Atombomben zur Sonne und beendet mit einer Rede den Kalten Krieg.

## Der Underground und seine Folgen
Der erneute Niedergang der Superhelden liegt auch darin begründet, dass dieses Genre formalen und inhaltlichen Restriktionen unterworfen ist, die verhindern, dass es auf die sich verändernden Bedürfnisse einer sich wandelnden Gesellschaft reagieren kann.
Auslöser einer Bewegung, die die Befindlichkeit ihrer Leser zu spiegeln vermochte, waren die Underground Comix, deren erstes wohl 1968 Zap von Robert Crumb war, der mit seinen absurden, die gesellschaftlichen Widersprüche auffangenden Geschichten zum Symbol einer ganzen Generation wurde und auf den sich etwa auch die Band Velvet Underground bezog. Autoren, die direkt von dieser Bewegung beeinflusst wurden, sind Art Spiegelman, der Gründer der Zeitschrift Raw und Peter Bagge, der Schöpfer der Figur Buddy Bradley.
Auch wenn die Underground-Bewegung schnell ausuferte und sich in einer Anhäufung von sexuellen und gewalttätigen Tabubrüchen erschöpfte, was Crumb ablehnte – er war derart von der Filmversion entsetzt, dass er seine Figur Fritz the cat sterben ließ – ist sein Einfluss bis heute spürbar.
Insbesondere wurde es für immer mehr unabhängig produzierte Reihen möglich, sich am Markt zu behaupten wie etwa die Elfquest-Reihe von Wendy und Richard Pini oder Bone von Jeff Smith, deren Fantasy-Welten komplexe, durch viele miteinander verbundene Figuren und Handlungsstrukturen aufweisen.

## Das Jahr 1986
Zu Beginn der 1980er Jahre wurde die Krise des Mediums immer offensichtlicher. Als einzige längerlebige Tagesstrips hatten sich Jim Davis’ Garfield sowie Hägar von Dik Browne erwiesen.
Das Superhelden-Genre, das immer noch den Schwerpunkt des amerikanischen Comics ausmachte, verlor immer mehr Verkaufszahlen, die Helden erwiesen sich für die Jugend als weniger attraktiv, neue Figuren wurden von ihr abgelehnt. Selbst im Kino konnten Verfilmungen kaum die Erwartungen erfüllen. Flash Gordon, Popeye und Howard – Ein tierischer Held waren allesamt Verlustgeschäfte und das trotz des Erfolges von Star Wars, das nicht nur wie eine Comic-Adaption aussah, sondern von George Lucas nur deshalb gedreht worden war, weil die Rechte für Flash Gordon zu teuer waren.
Dann kamen 1986 innerhalb kurzer Zeit die Sammelbände von Art Spiegelmans Maus, Frank Millers Die Rückkehr des Dunklen Ritters und die Heftserie Watchmen – Die Wächter von Alan Moore und Dave Gibbons auf den Markt, die für eine Frischzellenkur sorgten.
Maus erhielt 1992 als erster Comic den Pulitzer-Preis und trug mit seiner Umsetzung der Erlebnisse von Spiegelmans Vater in Auschwitz wesentlich zur Anerkennung der Comics als eigenständige Kunstform außerhalb der Comicfan-Gemeinde bei.
Miller, der gleichzeitig die beiden ebenfalls spektakulären Daredevil- und Elektra-Geschichten von Bill Sienkiewicz schrieb, lieferte mit seiner düsteren Batman-Variante zugleich die Vorlage für Tim Burtons Kinovariante, die 1988 zum bis dahin erfolgreichsten Film aller Zeiten avancierte und somit den bis heute andauernden Comic-Filmboom auslöste.
Mit Reihen wie The Crow von James O’Barr und Spawn von Todd McFarlane wurden wieder neue Comic-Helden etabliert, deren neuartige Optik die Bedeutung der Handlung immer mehr zurücktreten ließen, während sie jedoch den Umsatz durch Tradingcards etc. zu verdoppeln halfen.
Etwa gleichzeitig erschien 1985 das erste digitale Comicheft: Peter Beno Gillis und Michael Saenz schufen Shatter komplett am Computer. Seitdem gab es zwar weitere Hefte, der Durchbruch gelang dieser Comic-Form allerdings noch nicht.
Außerdem erschien 1986 mit Am Rande des Himmels von Howard Cruse die erste Graphic Novel eines offen homosexuellen Comic-Zeichners.

## Krise der 1990er Jahre
Entgegen den neuen Stars wie Spawn oder The Maxx, die bei dem neuen Independent-Verlag Image erschienen, konnten DC und Marvel immer weniger Hefte verkaufen. Die alten Reihen verloren immer mehr Reiz. Der Recke Superman etwa musste Anfang der 1990er Jahre spektakulär sterben (um später wieder aufzuerstehen und Lois Lane zu heiraten), Batman fiel am Ende der langen Reihe Knightfall um jedoch 1994 ebenfalls zurückzukehren.
Es kam zu einem Crossover der beiden Verlage, die ihre Helden gegeneinander antreten ließen, ohne davon wirklich profitieren zu können. Es kam zu einer wirtschaftlichen Krise der Branche. Die meisten Independent-Verlage mussten aufgeben. Selbst Marvel Comics meldete 1996 Konkurs an, wurde jedoch letztlich dadurch gerettet, dass es 1999 23 Lizenzen für Verfilmungen verkaufte. Mittlerweile verdienen die Verlage mit den Verfilmungen mehr als mit den Verkäufen.
Zuletzt begannen immer mehr Zeichner, in ihren Geschichten (auto-)biographische Erlebnisse zu verarbeiten (Art Spiegelman: Maus; Will Eisner: Im Herzen des Sturms; Craig Thompson: Blankets; Harvey Pekar: American Splendor) oder auf realistische Weise gesellschaftliche Strömungen abzubilden und somit zu Chronisten der Gegenwart zu werden (Love & Rockets von Gilbert und Jaime Hernandez; Seth: Palookaville; Daniel Cloves: Ghost World). Oder aber ihre Schilderungen von Geschichten der Vergangenheit lassen einen authentischen Einblick in diese Epoche zu, ohne sie spekulativ zu überhöhen (Alan Moore und Eddie Campbell: From Hell; Jason Lutes: Berlin – Steinerne Stadt; Max Allan Collins und Richard Piers Rayner: Road to Perdition).
Auch begannen Autoren wie Spiegelman, Eisner in den genannten Werken oder Seth in Eigentlich ist das Leben schön und Scott McCloud auch den künstlerischen Akt des Comiczeichnens zu beschreiben und dabei durchaus theoretische Überlegungen anzustellen. Joe Saccos Palästina gilt als Comic-Journalismus.
Das Medium erschloss sich auf diese Weise das erste Mal die Möglichkeit, die komplexe Lebenswirklichkeit des Lesers aufzugreifen und letztendlich erwachsen zu werden.